# Laura Galán Montijano
Laura Galán Montijano (Guadalajara, 19 de març de 1986) és una actriu espanyola.

## Vida i carrera
Va deixar la llicenciatura en Història de l'Art per a estudiar teatre. Es va diplomar en Art Dramàtic per l'escola Arte4 de Madrid. Va desenvolupar la seva carrera inicial principalment en l'escenari, no sols com a actriu sinó també en funcions d'equip, com assistent de direcció.
En 2006 va aparèixer en la sèrie Brigada policial, de la Sexta. També va aparèixer en la sèrie de Movistar+ Nada que celebrar i va ser actriu a La hora de José Mota.
Va debutar en cinema a El hombre que mató a Don Quijote (2018).
El 2018 va protagonitzar el curtmetratge Cerdita, de Carlota Pereda. També va aparèixer a Orígenes secretos (2020).
El 2022 va protagonitzar el llargmetratge Cerdita també dirigida per la mateixa directora. La seva interpretació protagonista de Sara en la pel·lícula li va valer un Goya a la millor actriu revelació.
Va seguir un altre paper protagonista com escombriaire al thriller de venjança Una noche con Adela i La ermita (2023). També es va unir a l'elenc de la sèrie dramàtica històrica Beguinas.Apareix a la sèrie Zorras, i a un important número de muntatges teatrals.
Comparteix la seva vida amb el ajudant de direcció Patrick Bencomo i en 2022 va ser mare d'un fill.

## Reconeixements
| Any  | Premi                                                    | Categoria                     | Treball | Resultat  | Ref.   |
| ---- | -------------------------------------------------------- | ----------------------------- | ------- | --------- | ------ |
| 2022 | XXVIII Premis Cinematogràfics José María Forqué          | Millor actriu                 | Cerdita | Nominat   | [ 12 ] |
| 2023 | X Premis Feroz                                           | Millor actriu protagonista    | Cerdita | Nominat   | [ 13 ] |
| 2023 | Medalles del Cercle d'Escriptors Cinematogràfics de 2022 | Millor actriu revelació       | Cerdita | Guanyador | [ 14 ] |
| 2023 | XXXVII Premis Goya                                       | Millor actriu revelació       | Cerdita | Guanyador | [ 15 ] |
| 2023 | XXXI Premis de la Unión de Actores                       | Millor actriu revelació       | Cerdita | Guanyador | [ 16 ] |
| 2023 | X edició dels Premis Platino                             | Millor interpretació femenina | Cerdita | Nominat   | [ 17 ] |